# Schistura kengtungensis
Schistura kengtungensis és una espècie de peix de la família dels balitòrids i de l'ordre dels cipriniformes.

## Morfologia
Els mascles poden assolir els 11 cm de longitud total.

## Distribució geogràfica
Es troba a Myanmar i les conques dels rius Mekong, Salween i Chao Phraya.